# 林志炫
林志炫（りん しげん、リン・ジーシュアン Lin Zhi Xuan、テリー・リン Terry Lin、1966年〈民国55年〉7月6日 - ）は台湾・基隆市出身の歌手。

## 経歴
1991年、優客李林（ウクレレ）というユニットでプロデビュー。 デビュー曲『認錯』が中華圏でヒットして、この年国内で80万枚以上を売り上げ、最も売れたアルバムとなった、台湾・香港・シンガポール等で多数の賞を受賞。1995年実家の印刷会社のために歌手を休業することを決意し、ユニット解散した。解散後一時活動を休止していたが、1997年新力音楽（Sony Music）よりソロデビュー。2001年新力より独立、実家の印刷所での印刷業と歌手活動を掛け持ちしている。

## ソロディスコグラフィー
1. 1995年－一個人的樣子
2. 1997年－散了吧
3. 1998年－蒙娜麗莎的眼涙
4. 1998年－True Live
5. 1999年－単身情歌
6. 2001年－擦聲而過
7. 2002年－時間的味道
8. 2004年－至情志炫
9. 2005年－熟情歌
10. 2006年－原聲之旅
11. 2008年－擦聲而過2
12. 2010年－ONE TAKE

## 参考
- 林志炫 (zh)